# Монтаньяры
Монтанья́ры (фр. Montagnards — люди на вершине, горцы) — политическая партия, образовавшаяся во время Великой французской революции. С открытия Законодательного собрания 1 октября 1791 года монтаньяры занимали верхние ряды левой стороны, откуда и произошло название их партии — «вершина», «гора» (фр. La Montagne).
В дальнейшем в Конвенте эта партия состояла из парижских депутатов, выбранных под влиянием событий 10 августа; вождём её был Дантон; к ней примыкали Марат, Колло д'Эрбуа, Бийо-Варенн, Мерлен из Дуэ, Базир, Шабо. В Конвенте монтаньяры были очень могущественны, несмотря на свою малочисленность.
Монтаньяры были смелее, решительнее, с бо́льшими организаторскими способностями, чем жирондисты. Они искали поддержки в народной толпе и приобрели господство в парижском клубе якобинцев, удалив из него жирондистов. В борьбе жирондистов и монтаньяров последние одержали верх: жирондисты были выставлены в глазах народа как федералисты, а монтаньяры предложили декрет о нераздельности и единстве республики.
После решительной победы над жирондистами (2 июня 1793 г.) монтаньяры обнародовали конституцию, которая никогда не была приведена в исполнение.
В Комитет общественного спасения, созданный 6 апреля, вошли — после падения жирондистов, — крайние монтаньяры. Восстановленные против Робеспьера казнью Дантона монтаньяры способствовали перевороту 9 термидора, но скоро реакция обратилась против них самих; последний удар им был нанесён неудавшимся прериальским восстанием.
Во время II Республики 1848—1851 годов то же название приняла фракция радикальных республиканцев в Национальном собрании, возглавляемая Ледрю-Ролленом.